# Felixberto Camacho Flores
Felixberto Camacho Flores (Hagåtña, 13 gennaio 1921 – San Francisco, 25 ottobre 1985) è stato un arcivescovo cattolico statunitense nato a Guam.

## Biografia
Nato a Guam nel 1921 studiò ad Hagåtña in una scuola privata e nel 1938 si laureò primo nella sua classe.
L'anno seguente si imbarcò sulla USS Gold Star verso Manila, capitale delle Filippine, e si iscrisse in un ateneo della Compagnia per diventare ingegnere. Nonostante i successi nella carriera di ingegnere, decise di abbandonare gli studi per seguire la sua vocazione al sacerdozio.
L'8 marzo 1984 venne nominato primo arcivescovo metropolita di Agaña, in seguito all'elevazione da parte di papa Giovanni Paolo II della diocesi ad arcidiocesi.
Morì a San Francisco il 25 ottobre 1985 per un arresto cardiaco poco dopo un intervento a cuore aperto apparentemente andato a buon fine.

## Genealogia episcopale e successione apostolica
La genealogia episcopale è:
- Cardinale Scipione Rebiba
- Cardinale Giulio Antonio Santori
- Cardinale Girolamo Bernerio, O.P.
- Arcivescovo Galeazzo Sanvitale
- Cardinale Ludovico Ludovisi
- Cardinale Luigi Caetani
- Cardinale Ulderico Carpegna
- Cardinale Paluzzo Paluzzi Altieri degli Albertoni
- Papa Benedetto XIII
- Papa Benedetto XIV
- Cardinale Enrico Enriquez
- Arcivescovo Manuel Quintano Bonifaz
- Cardinale Buenaventura Córdoba Espinosa de la Cerda
- Cardinale Giuseppe Maria Doria Pamphilj
- Papa Pio VIII
- Papa Pio IX
- Cardinale Alessandro Franchi
- Cardinale Giovanni Simeoni
- Cardinale Antonio Agliardi
- Cardinale Basilio Pompilj
- Cardinale Adeodato Piazza, O.C.D.
- Cardinale Luigi Raimondi
- Arcivescovo Felixberto Camacho Flores

La successione apostolica è:
- Arcivescovo Anthony Sablan Apuron, O.F.M.Cap. (1984)
- Vescovo Tomas Aguon Camacho (1985)